# Los Alamitos
La municipalité de Los Alamitos est située dans le comté d’Orange, en Californie, aux États-Unis. Lors du recensement de 2010, elle comptait 11 449 habitants[réf. nécessaire].

## Démographie
| 1960  | 1970   | 1980   | 1990   | 2000   | 2010   |
| ----- | ------ | ------ | ------ | ------ | ------ |
| 4 312 | 11 346 | 11 529 | 11 676 | 11 536 | 11 449 |

## Source
- (en) Cet article est partiellement ou en totalité issu de l’article de Wikipédia en anglais intitulé « Los Alamitos, California » (voir la liste des auteurs).